# سكوت باري كوفمان
سكوت باري كوفمان (بالإنجليزية: Scott Barry Kaufman)‏ هو عالم نفس أمريكي، ولد في 3 يونيو 1979 في Penn Wynne, Pennsylvania ‏ في الولايات المتحدة.

## وصلات خارجية
- الموقع الرسمي
- سكوت باري كوفمان على موقع ميوزك برينز (الإنجليزية)